# Starobilsk (huyện)
Huyện Starobilsk (tiếng Ukraina: Старобільський район, chuyển tự: Starobilsks’kyi raion) là một huyện của tỉnh Luhansk thuộc Ukraina. Huyện Starobilsk có diện tích 6930,6 km². Dân số theo điều tra dân số ngày 5 tháng 12 năm 2001 là 57755 người với mật độ 37 người/km2. Trung tâm huyện nằm ở Starobilsk.